# ايغور فورونكوف
ايغور فورونكوف (بالأوكرانية: Воронков Ігор Сергійович)‏ (24 أبريل 1981 بدزيرزهينسك في أوكرانيا - ) هو لاعب كرة قدم أوكراني في مركز الوسط. لعب مع توربيدو جودينو ودينامو مينسك ونادي بلشينا بوبرويسك ونادي سلافيا-موزير ونادي سلوتسك ونادي غوميل ونادي مينسك وFC Krumkachy Minsk ‏ وFC Uholyok Myrnohrad ‏ وFC Smolevichi ‏ وFC Dnepr Mogilev ‏.

## وصلات خارجية
- ايغور فورونكوف على موقع الاتحاد الأوربي (الإنجليزية)
- ايغور فورونكوف على موقع اتحاد أوكرانيا (الإنجليزية)
- ايغور فورونكوف على موقع قاعدة بيانات كرة القدم.إي يو (الإنجليزية)
- ايغور فورونكوف على موقع Soccerway.com (الإنجليزية)
- ايغور فورونكوف على موقع AS.com (الإسبانية)